# Seppo Hentilä
Seppo Juhani Hentilä (* 10. April 1948 in Oulu) ist ein finnischer Historiker und Politologe.

## Leben
Hentilä war von 1980 bis 1998 Dozent für politische Geschichte an der Universität Helsinki und wurde dort 1998 Professor in diesem Fach. Er hat die Beziehungen zwischen der DDR und Finnland sowie die Geschichte der finnischen Leichtathletik erforscht. Von 2007 bis 2008 lehrte er als Gastprofessor an der Humboldt-Universität zu Berlin.

## Schriften (Auswahl)
- Kaksi Saksaa ja Suomi. Saksan kysymys Suomen puolueettomuuspolitiikan haasteena. Helsinki 2003, ISBN 951-746-465-7.
- Neutral zwischen den beiden deutschen Staaten. Finnland und Deutschland im Kalten Krieg. Berlin 2006, ISBN 3-8305-1083-7.
- mit Marjaliisa Hentilä: Berliiniin. Retkiä lähihistoriaan. Helsinki 2011, ISBN 978-952-247-245-8.
- mit Marjaliisa Hentilä: 1918 – Das deutsche Finnland. Die Rolle der Deutschen im finnischen Unabhängigkeitskrieg. Bad Vilbel 2018, ISBN 3-942073-48-X.